# (4534) Римский-Корсаков
(4534) Ри́мский-Ко́рсаков (лат. Rimskij-Korsakov) — астероид средней части главного пояса, открытый 6 августа 1986 года советским астрономом Николаем Черных в Крымской обсерватории и названный в честь русского композитора Николая Андреевича Римского-Корсакова (1844—1908).

Орбита астероида Римский-Корсаков и его положение в Солнечной системе